# Sargocentron ensifer
Sargocentron ensifer là một loài cá biển thuộc chi Sargocentron trong họ Cá sơn đá. Loài này được mô tả lần đầu tiên vào năm 1903.

## Từ nguyên
Từ định danh ensifer được ghép bởi hai âm tiết trong tiếng Latinh: ensis ("lưỡi kiếm") và fero ("mang theo"), hàm ý đề cập đến phần ngạnh dài, chắc nằm phía trên nắp mang và trước nắp mang ở loài này.

## Phân bố và môi trường sống
S. ensifer có phân bố không liên tục ở Tây và Trung Thái Bình Dương. Loài này được phát hiện tại phía nam Nhật Bản (gồm cả quần đảo Ryukyu), quần đảo Hoàng Sa và quần đảo Trường Sa (Việt Nam), quần đảo Hawaii, Nouvelle-Calédonie và quần đảo Pitcairn.
S. ensifer sống trên các rạn san hô viền bờ và trong đầm phá ở độ sâu đến ít nhất là 64 m.

## Mô tả
Chiều dài cơ thể lớn nhất được ghi nhận ở S. ensifer là 25 cm. Thân có các dải sọc đỏ và vàng xen kẽ nhau (sọc vàng thay bằng sọc trắng ở bên lườn). Đầu có một vệt trắng bạc bên dưới mắt và một vệt đứng ở rìa trước nắp mang. Gai vây lưng màu vàng với viền đỏ. Vây đuôi trắng trong với dải rìa đỏ trên mỗi thùy, hội tụ và lan rộng ở gốc vây đuôi.
Số gai ở vây lưng: 11; Số tia vây ở vây lưng: 14; Số gai ở vây hậu môn: 4; Số tia vây ở vây hậu môn: 9–11.

## Sinh thái
Thức ăn của S. ensifer là động vật giáp xác và các loài cá nhỏ. Vào ban ngày, chúng thường được tìm thấy bên trong hoặc gần các khe hốc.